# 黄永俭
黄永俭（1958年—），广东番禹人，汉族，中华人民共和国政治人物、第十二届全国人民代表大会解放军代表。
毕业于解放军技术工程学院密码学专业。加入中国共产党。2013年，担任全国人大代表。